# Луна (ракета-носій)
«Луна» (укр. Місяць,  індекс ГРАУ — 8К72), «Восток-Л» — радянська ракета-носій сімейства Р-7, створена на базі міжконтинентальної балістичної ракети Р-7 (8К71) додаванням третього ступеня (блоку «Є») для доставки автоматичного космічного апарата до Місяця.
Блок «Є» міг розігнати космічний апарат до другої космічної швидкості в напрямку Місяця і здійснити корекцію орбіти запуском двигуна в невагомості. Рідинні ракетні двигуни третього ступеня (блоку «Є») були розроблені і виготовлені на воронезькому підприємстві «Конструкторське бюро хімавтоматики» (КБХА).
Вмикання двигуна блоку «Є» відбувалось при роботі двигуна другого ступеня для зменшення збурень від теплового і силового впливу відбитих струменів гарячих газів при розділенні ступенів. При перших запусках в липні — грудні 1958 року внаслідок автоколивань ракети-носії руйнувалися у польоті на 102–104 секунді. Після установки в паливних системах блоків гідродемпферів в січні 1959 року ракета успішно стартувала до Місяця.
Для запуску космічних апаратів серії Є-6 ракету-носій «Луна» замінили ракетою-носієм «Молнія».
Згодом двигун блока «Є» посилили і ракета отримала індекс 8К72К та використовувалась для запусків перших пілотованих кораблів «Восток». Назву «Восток-Л» ракета 8К72 отримала ретроспективно.

## Список запусків
Ракетою-носієм «Луна» було запущено дев'ять автоматичних міжпланетних станцій Луна, з них чотири типу Є-1 для влучання у поверхню Місяця, дві типу Є-1A для влучання у поверхню Місяця і доставку випела, одна типу Є-2A для фотографування зворотного боку Місяця, три типу Є-3 для м'якої посадки на поверхню Місяця. Також було здійснено один запуск за програмою Восток (космічна програма)
| №  | Дата            | Апарат            | Примітки |
| -- | --------------- | ----------------- | --- |
| 1  | 23 вересня 1958 | Луна-1A (Є-1 №1)  | Втрачена через аварію ракети-носія |
| 2  | 11 жовтня 1958  | Луна-1B (Є-1 №1)  | Втрачена через аварію ракети-носія |
| 3  | 4 грудня 1958   | Луна-1C (Є-1 №2)  | Втрачена через аварію ракети-носія |
| 4  | 2 січня 1959    | Луна-1 (Є-1 №4)   | Не досягла поверхні Місяця, пролетіла на відстані 6000 км. Вперше досягнута друга космічна швидкість, Відкрито сонячний вітер, зовнішній радіаційний пояс Землі. Виявлено відсутність у Місяця регулярного магнітного поля. Утворена штучна комета (натрієва хмара), яку спостерігали з Землі. |
| 5  | 18 червня 1959  | Луна-2A (Є-1А №1) | Втрачена через аварію ракети-носія |
| 6  | 12 вересня 1959 | Луна-2 (Є-1А №2)  | 14 вересня 1959 року вперше в історії досягла поверхні Місяця |
| 7  | 4 жовтня 1959   | Луна-3 (Є-2А №1)  | 7 жовтня 1959 року вперше в історії передала на Землю знімки зворотного боку Місяця |
| 8  | 15 квітня 1960  | Луна-4A (Є-3 №1)  | Внаслідок недозаправлення третього ступеня ракети-носія станція отримала недостатню швидкість для обльоту Місяця, вийшла на траєкторію з апогеєм приблизно 200 000 км, після чого повернулась до Землі і згоріла в атмосфері                                                                   |
| 9  | 16 квітня 1960  | Луна-4B (Є-3 №2)  | Втрачена через аварію ракети-носія |
| 10 | 15 травня 1960  | Супутник-4        | Прототип космічного корабля Восток |